# Aranka Binder
Aranka Binder (n. 19 iunie 1966, Sombor, RS Serbia, RSF Iugoslavia) este o trăgătoare de tir ce a reprezentat Iugoslavia, medaliată olimpică. A participat la două ediții ale Jocurilor Olimpice (1992, 2000) în care a câștigat o medalie de bronz.